# 口業
口業、造口業是佛教經典業的一種，屬於身、口、意三业中的一业。以白話說，就是因為語言導致的因果。根據佛教說法，十不善口業分為妄語、兩舌、惡口和綺語，十善業中的善口業分為不妄語、不兩舌、不惡口和不綺語。

## 妄語
妄語指的是由學習 說出毫無根據的謊話，將其話是非顛倒，令人真假莫辨；亂引經典，錯解經論，壞人法身慧命者墮地獄之業。
因為從沒學過佛經 遇過的苦 沒讓世人覺悟 所以不知悔改 詳細請見 阿奢世王 提婆達多

## 兩舌
而兩舌則是利用機會,在兩人之間道長話短,並搬弄是非，最終目的在於挑撥離間，破壞當事人的處事和諧。家常不合常有別離是其業報。
佛教經典認為：在日常生活中，由累世覺得好玩 學習這些口業 ，其惡口傷害了對方感情，妄言破壞了當事人人格，而搬弄是非及綺語亦使彼此相處無法真誠對待。最大口业是謗佛、谤法、謗賢聖僧，死亡前沒有後悔的人，即成為斷掉善根的人。藏傳佛教(又名藏密)教義認為謗金剛上師，比五无间罪（五逆）更重。

## 惡口
其中，惡口指的是不停謾罵、跟別人意見不合後的詛咒。由慢習故，惡口罵詈三寶者，自墮三惡道報。
具壽善現復白佛言：「造作增長感匱法業，豈不由習惡語業耶？」
[0189b05] 佛言：「善現！如是！如是！實由串習惡語業故，造作增長感匱法業。於我正法毘奈耶中，當有愚癡諸出家者，彼雖稱我以為大師，而於我說甚深般若波羅蜜多,誹謗毀壞。善現當知！若有謗毀甚深般若波羅蜜多，則為謗毀諸佛無上正等菩提。若有謗毀諸佛無上正等菩提，則為謗毀過去未來現在諸佛一切相智。若有謗毀過去未來現在諸佛一切相智，則為謗毀一切如來、應、正等覺。若有謗毀一切如來、應、正等覺，則為謗毀佛寶、法寶、苾芻僧寶。若有謗毀佛法僧寶，則當謗毀世間正見。若當謗毀世間正見，則當謗毀布施、淨戒、安忍、精進、靜慮、般若波羅蜜多，亦當謗毀內空乃至無性自性空，亦當謗毀四念住乃至八聖道支，如是乃至亦當謗毀如來十力乃至十八佛不共法，亦當謗毀一切智、道相智、一切相智。彼由謗毀一切相智，即便攝受無量無數無邊罪業。由彼攝受無量無數無邊罪業，即便攝受一切地獄、傍生、鬼界及人趣中無量無數無邊大苦。」
大般若波羅蜜多經卷第四百三十五

## 綺語
綺語是講的很好聽、很巧妙，但卻沒有實際意義的語言，或是為了自己目的而花言巧語奉承，或說輕浮無禮不正經的話，這些語言就叫綺語。諸綺語報者，雖有誠實之語，一切人皆不信受。